# سیارک ۴۴۲۹
سیارک ۴۴۲۹ (به انگلیسی: 4429 Chinmoy، نامگذاری:1978RJ2) چهار هزار و چهارصد و بیست و نهمین سیارک کشف شده‌است که در ۱۲ سپتامبر ۱۹۷۸ کشف شد.
قدر مطلق سیارک برابر ۱۴٫۵۰ است.
سیارک می‌شود نام خود را از نویسنده، شاعر و فیلسوف بنگالی‌های سری Chinmoy (1931-2007).

## پیوند به بیرون

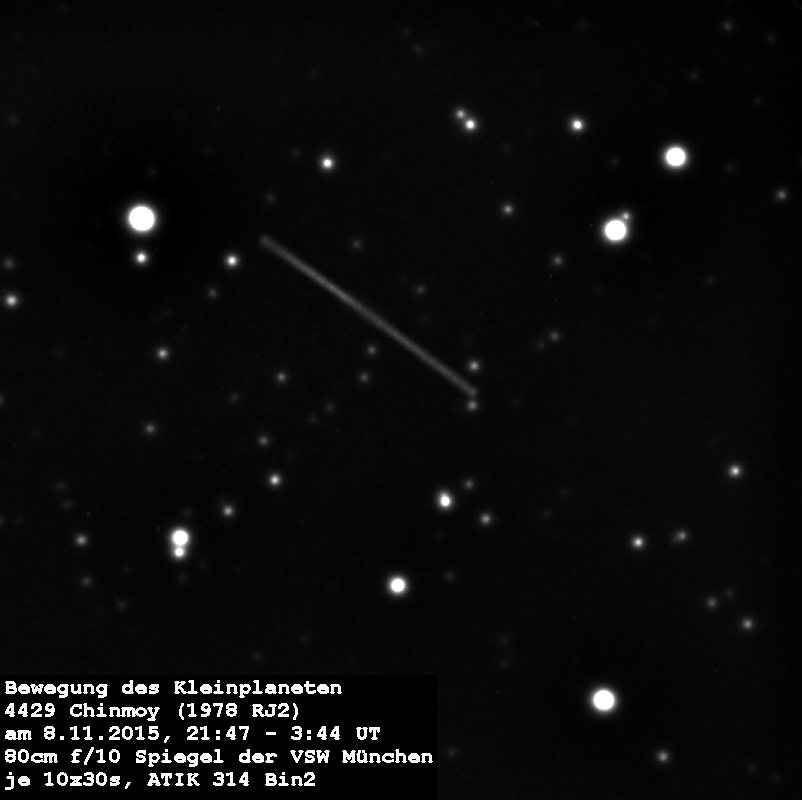
عکس از 4429 Chinmoy